# پرکرس
پرکرس (به اسپانیایی: Porqueres) یک شهرستان در اسپانیا است که در خرنا واقع شده‌است.

## خصوصیات
پرکرس ۳۳٫۶ کیلومترمربع مساحت و ۴٬۳۳۲ نفر جمعیت دارد و ۱۸۲ متر بالاتر از سطح دریا واقع شده‌است.